# Francesco Canaveri
Pour les articles homonymes, voir Canaveri.
Francesco Canaveri, parfois francisé en François Canaveri (né en 1754 à Mondovì et mort en 1836 à Turin) est un médecin et professeur de médecine italien.

## Biographie
Francesco Canaveri est né à Mondovì, dans l'actuelle province de Coni, au Piémont, alors dans le royaume de Sardaigne. Il commence ses études de rhétorique et de philosophie à l'université de Turin. En 1788, il a été élu au poste de préfet de l'École de médecine de Turin.
En 1796, Francesco Canaveri est devenu professeur d'anatomie et de materia medica. Au cours de l'époque napoléonienne, Canaveri a été élu par les écoles de médecine au-delà des Alpes. Entre 1800-1814 il a été nommé inspecteur des écoles de médecine. Il est l'auteur de plusieurs ouvrages de vulgarisation sur ce sujet : De vitalitatis oeconomia (1801), Osteologiae institutiones, (1809), Neuronomia (1836).
Francesco Canaveri meurt en février 1836 à Turin à l'âge de 82 ans.
Il s'agit probablement d'un descendant de Gaufridus de Canaveris.